# Parkes Catalogue of Radio Sources
Il Parkes Catalogue of Radio Sources (Catalogo delle sorgenti radio Parkes noto come PKS), è un catalogo composto da 8264 sorgenti radio astronomiche, per lo più a sud della declinazione +27. Il catalogo è stato per lo più compilato da John Bolton e dai suoi colleghi per 20 anni. Sia l'indagine Molonglo 408-MHz che le misurazioni Culgoora 80 MHz di Slee et al hanno contribuito all'utilità del catalogo. Per ora il catalogo contiene solo fonti originariamente trovate nel sondaggio Parkes 2700-MHz. Il catalogo contiene sorgenti radio che hanno una gamma di frequenze di 80 - 22.000 MHz.

## Oggetti
- PKS 0521-365
- PKS 0637-752[3]
- PKS 1209-51/52[4]
- PKS 1402-012
- PKS 1302-102
- PKS 0548-322
- PKS 1727-21
- PKS 2000-330
- PKS 2014-55
- PKS 2155-304
- PKS 2201+044[5]
- PKS-2349-014[6]
- PKS 2357+00 (PGC 1)